# Nezha
Vegeu també Ne Zha (pel·lícula de 2019)
Nezha (en xinès: 哪吒; en pinyin: Né zhā) és una deïtat de protectora de la religió tradicional xinesa. El seu nom taoista oficial és "Mariscal de l'Altar Central" (中壇元帥). Se li va donar el títol de "Tercer Príncep Lotus" (蓮花三太子) després de convertir-se en una deïtat.

## Orígens

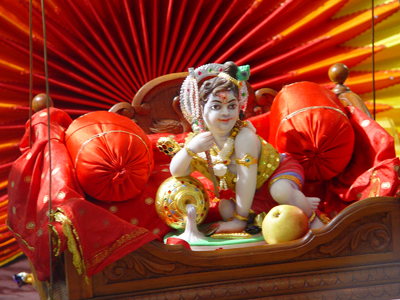
Una imatge d'un bebè Krishna que es mostra durant les celebracions Janmashtami.

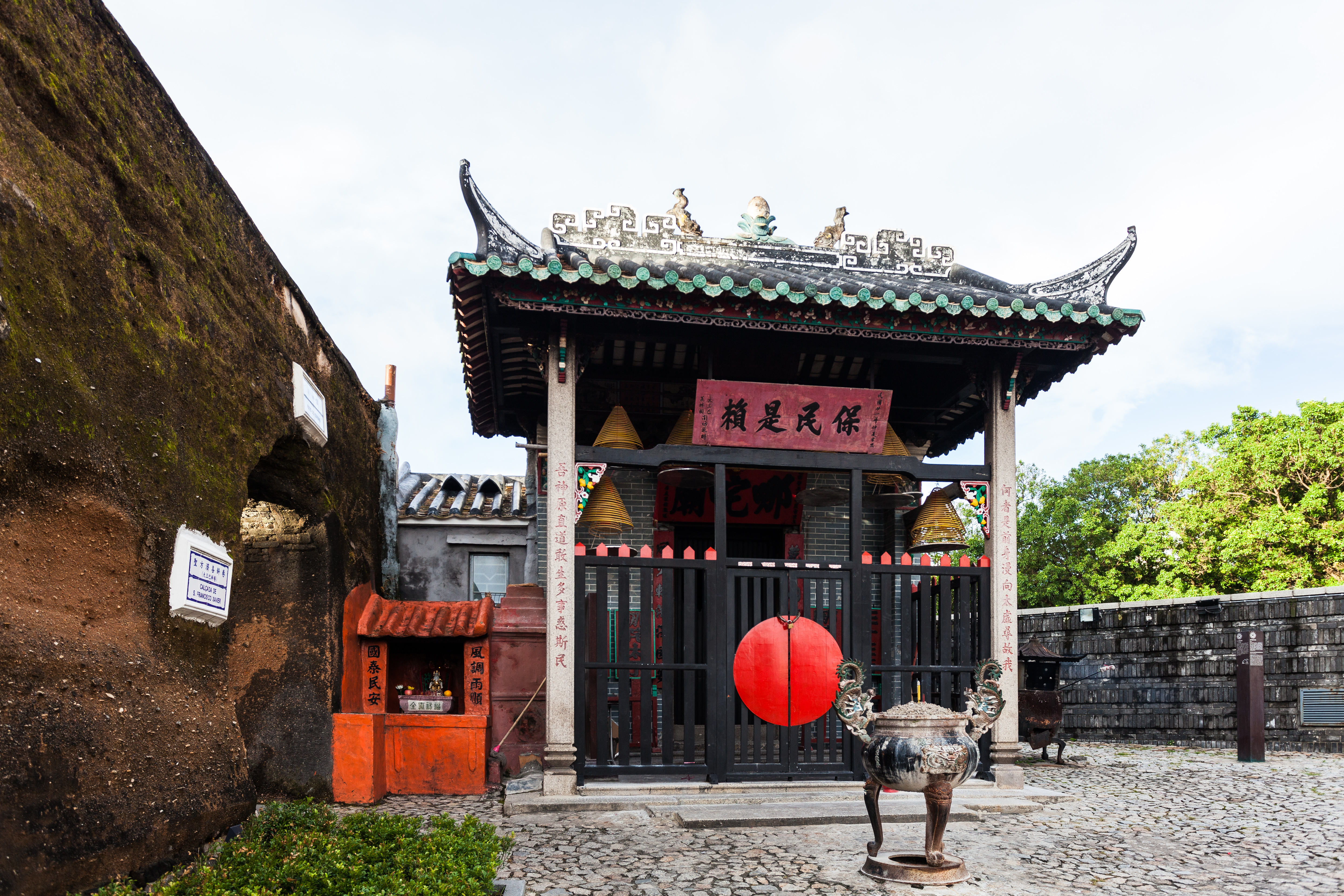
Na Tcha Temple del Centre de Macau, un temple de Nezha darrere les Ruïnes de Sant Pau a Macau.

Segons Meir Shahar, Nezha està basat en dues figures de la mitologia mitologia índia. La primera és un yaksha del Ramayana anomenat Nalakubar, fill del Rei Yaksha Kubera i nebot de l'antagonista Ravana.
La segona figura és el déu infant Krishna. Tant Krishna com Nezha són xiquets poderosos que derroten serpents poderosos, Kaliya en el cas de l'anterior i Ao Bing en el cas del posterior.

## En els mitjans

### Cinema
El 2016 una pel·lícula estereoscòpica d'animació per ordinador, dita I Am Nezha, va ser estrenada a la Xina.
El 2019 altra pel·lícula estereoscòpica d'animació per ordinador, dita Ne Zha, va ser més reeixida; establint rècords de recaptació, incloent ser la tercera pel·lícula més taquillera mai a la Xina i la pel·lícula d'animació no estatunidenca més taquillera al món.